# 로마 가톨릭교회의 역사
로마가톨릭 교회의 전통은 그것이 예수 그리스도와 그의 가르침으로 시작되었다고 주장한다. 가톨릭 전통은 교회가 예수의 제자들이 세운 초기 기독교 공동체의 연속이라고 생각한다. 교회는 주교들을 예수 사도들의 후계자로 간주하고, 교회의 지도자인 로마 주교(교황으로도 알려짐)를 교황에 의해 임명된 후 1세기에 로마에서 봉사한 성 베드로의 유일한 후계자로 간주한다. 교회의 머리이신 예수님. 2세기 말에는 주교들이 교리와 행정 문제를 해결하기 위해 지역 대회에 모이기 시작했다. 역사가 이몬 더피(Eamon Duffy)는 3세기에는 로마 교회가 교리 문제에 대한 항소 법원 역할을 하게 되었다고 주장한다.
기독교는 다신교 국교와의 갈등으로 인해 박해를 받으며 초기 로마 제국 전역으로 퍼졌다. 313년 콘스탄티누스 1세가 기독교를 합법화하면서 밀라노 칙령으로 박해가 완화되었다. 380년 테오도시우스 황제 치하에서 황제의 칙령인 테살로니카 칙령으로 기독교가 로마제국의 국교가 되었다. 이는 서로마 제국이 멸망할 때까지 지속되었고, 나중에는 비잔틴(동로마) 제국과 함께 콘스탄티노플이 멸망할 때까지 지속되었다. 7차 공의회 기간인 이 기간 동안 유세비우스에 따르면 로마, 콘스탄티노플, 안디옥, 예루살렘, 오각형으로 알려진 알렉산드리아 등 5개의 주요 교구(가톨릭 교회 내 관할권)가 있었다.
850년 로마 자체가 황폐화되고 콘스탄티노플이 포위되었음에도 불구하고 툴루즈 전투는 수니파 이슬람의 우마이야 칼리프에 맞서 서방 기독교를 보존했다. 11세기에 이미 동방의 그리스 교회와 서방의 라틴 교회 사이의 긴장된 관계는 부분적으로 교황 패권을 둘러싼 갈등으로 인해 동서 분열로 발전했다. 제4차 십자군과 배신자 십자군에 의한 콘스탄티노플 약탈은 최종적인 실패를 입증했다. 16세기 이전과 그 동안 교회는 개혁과 쇄신 과정에 참여했다. 16세기의 종교개혁을 반종교개혁이라고 한다. 다음 세기에 가톨릭교는 개신교의 성장과 계몽주의 시대와 그 이후의 종교적 회의주의로 인해 유럽 인구에 대한 영향력이 감소했음에도 불구하고 전 세계로 널리 퍼졌다. 1960년대 제2차 바티칸 공의회는 4세기 전 트렌트 공의회 이후 가톨릭 관습에 가장 중요한 변화를 가져왔다.

## 같이 보기
- 반가톨릭주의
- 기독교의 역사